# Alain Vanzo
Pour les articles homonymes, voir Vanzo.
Alain Vanzo né Fernand Vanzo, est un ténor français né le 2 avril 1928 à Monaco et mort le 27 janvier 2002 à Montfermeil.

## Biographie
Il débute au music-hall et est la doublure de Luis Mariano dans l'opérette Le Chanteur de Mexico, lors des représentations parisiennes. C'est en 1954 que commence sa carrière lyrique. Il prend des cours avec Rolande Darcœur, qui le forme à l'opéra. Il remporte le premier prix du concours international des ténors à Cannes, et entre à l'Opéra de Paris et à l'opéra-comique, où on lui confie plusieurs petits rôles.
Sa carrière internationale est lancée en 1957 avec le rôle d'Edgardo dans Lucia di Lammermoor de Donizetti. En 1973, il participe au concert du centenaire de la naissance d'Enrico Caruso, avec Mario Del Monaco et Luciano Pavarotti.
En 1993, son interprétation de l'air de Nadir, à l'acte I des Pêcheurs de perles de Bizet, est utilisée comme bande son au début et à la fin du film d'animation Opéra imaginaire.
En 2001, l'Opéra de Marseille lui rend un hommage au foyer Ernest-Reyer ; le chanteur y interprète quelques airs à la fin de cette conférence retraçant sa carrière.
Il est enterré au cimetière du Kremlin-Bicêtre.

## Carrière
Alain Vanzo s'inscrit dans la lignée des grands ténors français : il est le successeur de Georges Thill, César Vezzani et José Luccioni, et le contemporain de Tony Poncet, Paul Finel, Guy Chauvet, Roger Gardes, Michel Cadiou et Gustave Botiaux. Son grand regret aura été de ne jamais avoir chanté avec Maria Callas.
Il a également composé deux œuvres lyriques, une opérette, Pêcheur d'étoiles (créée en 1972), et un opéra, Les Chouans d'après Balzac (1982), ainsi qu'une messe, créée par le chœur NEF Horizons le 26 juin 2008 à l'église de la Sainte-Trinité de Paris.

## Décoration
- Commandeur de l'ordre des Arts et des Lettres (1987)[6]

## Discographie sélective
- Georges Bizet, Les Pêcheurs de perles (Nadir) avec Gabriel Bacquier, Janine Micheau, Orchestre de la Radio Lyrique, Manuel Rosenthal (dir.). CD Gala GL 100.054. Enregistrement public réalisé à Paris le 25 juin 1959.
- Georges Bizet, Les Pêcheurs de perles (Nadir) avec Ileana Cotrubas (Leïla), Guillermo Sarabia (Zurga), Roger Soyer (Nourabad), Georges Prêtre (dir.), Chœur et Orchestre de l'Opéra de Paris, CD EMI (1977)
- Georges Bizet, Don Procopio, Jules Bastin, Don Procopio, Alain Vanzo, Odoardo, Mady Mesplé, Bettina, Robert Massard, Ernesto, Ernest Blanc, Don Andronico, Liliane berton, Donna Eufemia, Choeur et Orchestre Radio Lyrique, direction Bruno Amaducci. 1 CD Le Chant du Monde, 1990

Alain Vanzo a enregistré de nombreux microsillons (intégrales ou sélections d'opéras, récitals). La plupart ont été réédités en CD. Parmi ceux-ci :
- Rigoletto, avec Renée Doria et Robert Massard
- Mireille, avec Mirella Freni
- La Navarraise,  avec Lucia Popp
- Mignon, avec Marilyn Horne
- Pénélope, avec Jessye Norman
- Werther, avec Francine Arrauzau
- Faust, avec Valerie Masterson
- Robert le Diable, avec June Anderson et Samuel Ramey
- Le Jongleur de Notre-Dame
- Le Roi d'Ys
- Roméo et Juliette, avec Andrée Esposito
- Lakmé, avec Joan Sutherland
- Le Pays du sourire
- Les Huguenots
- La Bohème de Leoncavallo
- Andrea Chénier
- Lucrezia Borgia, avec Montserrat Caballé
- La Grande-duchesse de Gérolstein, avec Régine Crespin et Mady Mesplé
- La Périchole, avec Régine Crespin, Jules Bastin, Jacques Trigeau, le Chœur de l'Opéra du Rhin et l'Orchestre philharmonique de Strasbourg sous la direction d'Alain Lombard (enregistrement effectué en février 1976)
- L'Enfance du Christ, avec Jane Berbié et Roger Soyer, le Chœur d'Oratorio, la Maîtrise et l'Orchestre national de l'ORTF sous la direction de Jean Martinon. Cet enregistrement, réalisé en janvier 1969 par la Guilde internationale du disque en collaboration avec l'ORTF à l'occasion du 100e anniversaire de la mort de Berlioz, a été couronné à sa parution par le Grand prix du disque de l'Académie Charles-Cros. Seuls des extraits en ont été réédités en CD par les Éditions Atlas en 1993, puis en 1996.

Enregistrements de la RTF, de l'ORTF et de Radio-France : 
- Don Carlos
- La Damnation de Faust avec Felicity Palmer et Jean-Philippe Lafont
- Les Contes d'Hoffmann

D'autres œuvres n'ont été éditées que sous forme de morceaux choisis :
- Manon
- La Traviata
- Madame Butterfly
- La Bohème
- Le Barbier de Séville
- Cavalleria rusticana